# Ernest Arushanov
Ernest Arushanov (n. 4 februarie 1941, Baku, Azerbaidjan) este un specialist în domeniul fizicii cristalelor, care a fost ales ca membru titular al Academiei de Științe a Moldovei.